# Perbehívás
A perbehívás lényege, hogy ha egy polgári ügyben egyik fél pervesztessége esetére harmadik személy ellen kíván követelést érvényesíteni, vagy harmadik személy követelésétől tart, ezt a harmadik személyt perbe hívhatja. A perbehívott nem köteles a perbehívást elfogadni, így a perbehívás valójában az önkéntes beavatkozás egyik változata. 

## A perbehívás feltételei
Csak az első fokú ítélet meghozatalát megelőző tárgyalás berekesztéséig élhet a fél perbehívással. Perbehívással a beavatkozó és a perbehívott is élhet. Írásban vagy a tárgyaláson szóban kell előterjeszteni, meg kell jelölni a perbehívás okát és röviden elő kell adni a per állását. A perbehívást az ellenféllel is közölni kell.
Ha a perbehívott a perbehívást elfogadja, a perbehívóhoz beavatkozóként csatlakozhat. A perbehívás elfogadása nem jelenti azt, hogy ezzel a perbehívott a kötelezettségét a perbehívóval szemben elismerné. Egyébként a perbehívóhoz való csatlakozás megengedésére és a perbehívott jogállására a beavatkozás szabályait kell megfelelően alkalmazni.

## Külső hivatkozások
- A perbehívás (Pp. 58-60. §)